# Fabian Bruskewitz
Fabian Bruskewitz (Milwaukee, 6 septembre 1935-) est un évêque catholique américain qui fut évêque de Lincoln dans l'État américain du Nebraska.

## Biographie
Il fut ordonné prêtre pour l'archidiocèse de Milwaukee le 17 juillet 1960. Le 24 mars 1992, il fut nommé évêque de Lincoln et consacré le 13 mai 1992.
Mgr Bruskewitz est réputé pour son orthodoxie morale et doctrinale. Son diocèse de Lincoln est considéré comme un modèle au niveau des vocations sacerdotales. Cela est généralement attribué à sa remarquable fidélité au magistère romain.
En 1996, il a défrayé l'actualité américaine en affirmant que les groupes Call to Action, Planned Parenthood, la franc-maçonnerie (et ses organisations affiliées comme Job's Daughters, Ordre de DeMolay, Eastern Star and International Order of the Rainbow for Girls), les lefebvristes et Compassion & Choices encourraient l'excommunication automatique. Son jugement fut confirmé à Rome par le cardinal Re en 2006.
Mgr Bruskewitz est également l'auteur du livre Bishop Fabian Bruskewitz: A Shepherd Speaks.
Il se retire le 14 septembre 2012. Mgr James Conley lui succède.

## Publications
- Bishop Fabian Bruskewitz: A Shepherd Speaks, Ignatius Press, 1997,  (ISBN 978-0898706260)